# Bosman Express
Die Bosman Express war ein Tragflächenboot, das auf der Fährverbindung zwischen den Hafenstädten Stettin und Swinemünde auf der Insel Usedom in Polen verkehrte.

## Geschichte
Das Schiff entstand 1993 mit dem Namen Metor 2 auf der Schiffswerft Selenodolsk für die Hafengesellschaft Sankt Petersburg. Im Jahr 1994 verkaufte man es an niederländische Reederei E. Heijmen, die das Schiff in Flying Dutchman umbenannte. Im Jahr 2005 wurde es an die niederländische W.A. Witjes Beheer BV veräußert, die es bis 2008 weiterhin mit diesem Namen betrieb.
Im Jahr 2008 ging das Schiff an die polnische Reederei Adler-Schiffe Polska, die zur Sylter Reederei Adler-Schiffe gehört. Gleichzeitig bekam es den Namen Bosman Express. Anfang 2015 wurde die Bosman Express an die Firma Euroship Service in Stettin verkauft. Die Fährlinie verkehrt von Mai bis Oktober zweimal täglich zwischen der Hakenterrasse unweit des Hafens Stettin und dem Swinemünder Stadthafen. Das Tragflächenboot wurde in den Jahren 1992–1993 in der Gorkiwerft St. Petersburg gebaut und schafft auf der Strecke über die Oder und das Stettiner Haff eine Höchstgeschwindigkeit von 30 Knoten (circa 55 km/h).
2015 wurde die Verbindung eingestellt.